# Carex boottiana
Espèce
Classification phylogénétique
Carex boottiana est une espèce de plantes du genre Carex et de la famille des Cyperaceae.